# Чемпион WWF в полутяжёлом весе
Чемпион WWF в полутяжёлом весе (англ. WWF Light Heavyweight Championship) — упразднённый чемпионский титул в реслинге, продвигавшийся американским рестлинг-промоушном World Wrestling Federation (WWF, ныне WWE).
Титул оспаривали полутяжеловесы в максимальном весе 97,5 кг (в последние годы до 100 кг). Он был создан 26 марта 1981 года для Universal Wrestling Association (UWA) в рамках партнерства между WWF и UWA. 16 июня 1995 года титул перешел к Michinoku Pro Wrestling, но из-за того, что WWF владела титулом, он был возвращен WWF в 1997 году, в котором компания начала новую историю титула. Первым чемпионом в UWA был Перро Агуайо, однако WWE считает первым чемпионом Таку Митиноку, его чемпионство началось 7 декабря 1997 года. История титула была прекращена 8 марта 2002 года, а последним чемпионом стал Икс-пак.

## История создания
С 1981 по 1990-е годы WWF сотрудничала с Universal Wrestling Association (UWA), мексиканским промоушеном, основанным на луча-либре, в результате чего был учрежден титул чемпиона WWF в полутяжёлом весе для UWA. Когда UWA прекратила свою деятельность в 1995 году, титул перешел к японским промоушенам Michinoku Pro Wrestling (MPW) и New Japan Pro-Wrestling (NJPW). В 1997 году, в результате того, что WWF владела торговыми марками на чемпионский титул, NJPW была вынуждена вернуть титул WWF. Месяц спустя WWF начала использовать этот титул в США. После того как в марте 2001 года World Championship Wrestling (WCW) и его активы были проданы WWF, концептуально похожий титул чемпиона WCW в первом тяжёлом весе также использовался промоушеном, а затем полностью заменил титул чемпиона в полутяжёлом весе.

## Турнир чемпионата

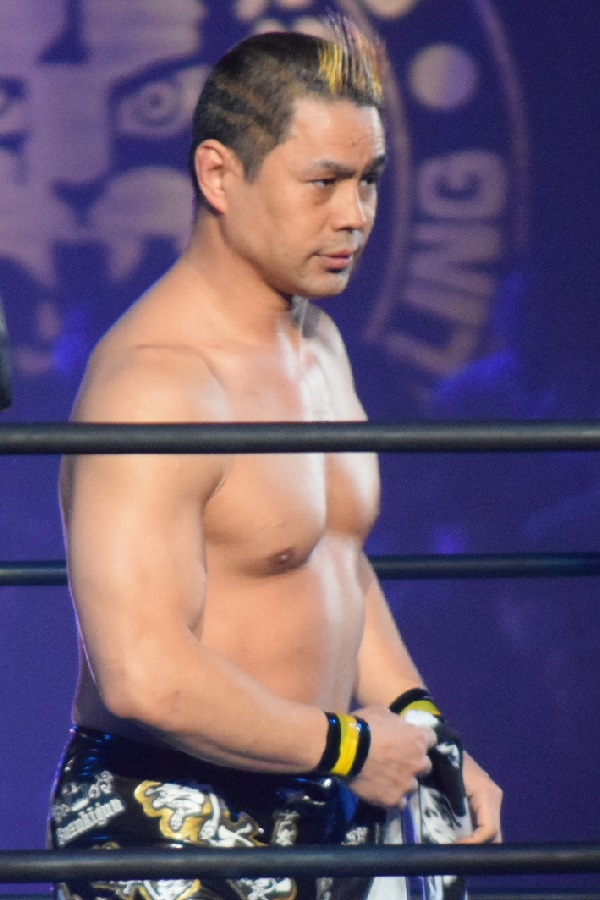
Center|Така Мичиноку победил в турнире и стал первым чемпионом в WWF

[[Файл:Taka Michinoku 2017.jpg|right|thumb|200px|

### Таблица турнира за титул Чемпион WWF в полутяжёлом весе
После возвращения чеспионата WWF устроили турнир чтоб определить первого чемпиона.
|  | Первый райнд Raw is War 3 ноября 1997, 10 ноября 1997, 11 ноября 19971 и 24 ноября 1997 года | Первый райнд Raw is War 3 ноября 1997, 10 ноября 1997, 11 ноября 19971 и 24 ноября 1997 года | Первый райнд Raw is War 3 ноября 1997, 10 ноября 1997, 11 ноября 19971 и 24 ноября 1997 года |                  |                  | Полуфиналы Raw is War 25 ноября 19972 года | Полуфиналы Raw is War 25 ноября 19972 года | Полуфиналы Raw is War 25 ноября 19972 года |  |  | Финал D-Generation X: In Your House 7 декабря 1997 года | Финал D-Generation X: In Your House 7 декабря 1997 года | Финал D-Generation X: In Your House 7 декабря 1997 года | Финал D-Generation X: In Your House 7 декабря 1997 года | Финал D-Generation X: In Your House 7 декабря 1997 года |
|  |                                                                                              |                                                                                              |                                                                                              |                  |                  |                                            |                                            |                                            |  |  |                                                         |                                                         |                                                         |                                                         |                                                         |
|  | Флаг Мексики                                                                                 | Агила                                                                                        | Проходит в полуфинал                                                                         |                  |                  |                                            |                                            |                                            |  |  |                                                         |                                                         |                                                         |                                                         |                                                         |
|  | Флаг Мексики                                                                                 | Супер Локо                                                                                   | 5:12 Удержание                                                                               |                  |                  |                                            |                                            |                                            |  |  |                                                         |                                                         |                                                         |                                                         |                                                         |
|  | Флаг Мексики                                                                                 | Супер Локо                                                                                   | 5:12 Удержание                                                                               |                  | Флаг Мексики     | Агила                                      | 6:19 Удержание                             |                                            |  |  |                                                         |                                                         |                                                         |                                                         |                                                         |
|  |                                                                                              |                                                                                              |                                                                                              |                  | Флаг Мексики     | Агила                                      | 6:19 Удержание                             |                                            |  |  |                                                         |                                                         |                                                         |                                                         |                                                         |
|  |                                                                                              | Флаг Японии                                                                                  | Така Мичиноку                                                                                | Проходит в финал |                  |                                            |                                            |                                            |  |  |                                                         |                                                         |                                                         |                                                         |                                                         |
|  | Флаг Японии                                                                                  | Флаг Японии                                                                                  | Така Мичиноку                                                                                | Проходит в финал | Така Мичиноку    | Проходит в полуфинал                       |                                            |                                            |  |  |                                                         |                                                         |                                                         |                                                         |                                                         |
|  | Флаг Японии                                                                                  |                                                                                              |                                                                                              |                  | Така Мичиноку    | Проходит в полуфинал                       |                                            |                                            |  |  |                                                         |                                                         |                                                         |                                                         |                                                         |
|  | Флаг США                                                                                     | Девон Шторм                                                                                  | 5:00 Удержание                                                                               |                  |                  |                                            |                                            |                                            |  |  |                                                         |                                                         |                                                         |                                                         |                                                         |
|  |                                                                                              |                                                                                              |                                                                                              |                  |                  |                                            |                                            |                                            |  |  | Флаг Японии                                             | Така Мичиноку                                           | Чемпион                                                 |                                                         |                                                         |
|  |                                                                                              |                                                                                              | Флаг США                                                                                     | Брайан Кристофер | 12:00 Удержание  |                                            |                                            |                                            |  |  |                                                         |                                                         |                                                         |                                                         |                                                         |
|  | Флаг Канады                                                                                  | Эрик Шелли                                                                                   | 5:27 Удержание                                                                               |                  |                  |                                            |                                            |                                            |  |  |                                                         |                                                         |                                                         |                                                         |                                                         |
|  | Флаг США                                                                                     | Скотт Тейлор                                                                                 | Проходит в полуфинал                                                                         |                  |                  |                                            |                                            |                                            |  |  |                                                         |                                                         |                                                         |                                                         |                                                         |
|  | Флаг США                                                                                     | Скотт Тейлор                                                                                 | Проходит в полуфинал                                                                         |                  | Флаг США         | Скотт Тейлор                               | Не состоялся3                              |                                            |  |  |                                                         |                                                         |                                                         |                                                         |                                                         |
|  |                                                                                              |                                                                                              |                                                                                              |                  | Флаг США         | Скотт Тейлор                               | Не состоялся3                              |                                            |  |  |                                                         |                                                         |                                                         |                                                         |                                                         |
|  |                                                                                              | Флаг США                                                                                     | Брайан Кристофер                                                                             | Проходит в финал |                  |                                            |                                            |                                            |  |  |                                                         |                                                         |                                                         |                                                         |                                                         |
|  | Флаг США                                                                                     | Флаг США                                                                                     | Брайан Кристофер                                                                             | Проходит в финал | Брайан Кристофер | Проходит в полуфинал                       |                                            |                                            |  |  |                                                         |                                                         |                                                         |                                                         |                                                         |
|  | Флаг США                                                                                     |                                                                                              |                                                                                              |                  | Брайан Кристофер | Проходит в полуфинал                       |                                            |                                            |  |  |                                                         |                                                         |                                                         |                                                         |                                                         |
|  | Флаг США                                                                                     | Флэш Фланаган                                                                                | 3:30 Удержание                                                                               |                  |                  |                                            |                                            |                                            |  |  |                                                         |                                                         |                                                         |                                                         |                                                         |

1. ↑  Трансляция состоялась 17 ноября 1997 года.
2. ↑  Трансляция состоялась 1 декабря 1997 года.
3. ↑  Кристофер победил Фланагана в первом раунде и в полуфинале должен был встретится с Тейлором. Но до начала матча Кейн напал на Тейлора, в итоге Тейлор не мог проводить матч и Кристофер прошёл в финал без матча.

## История титула

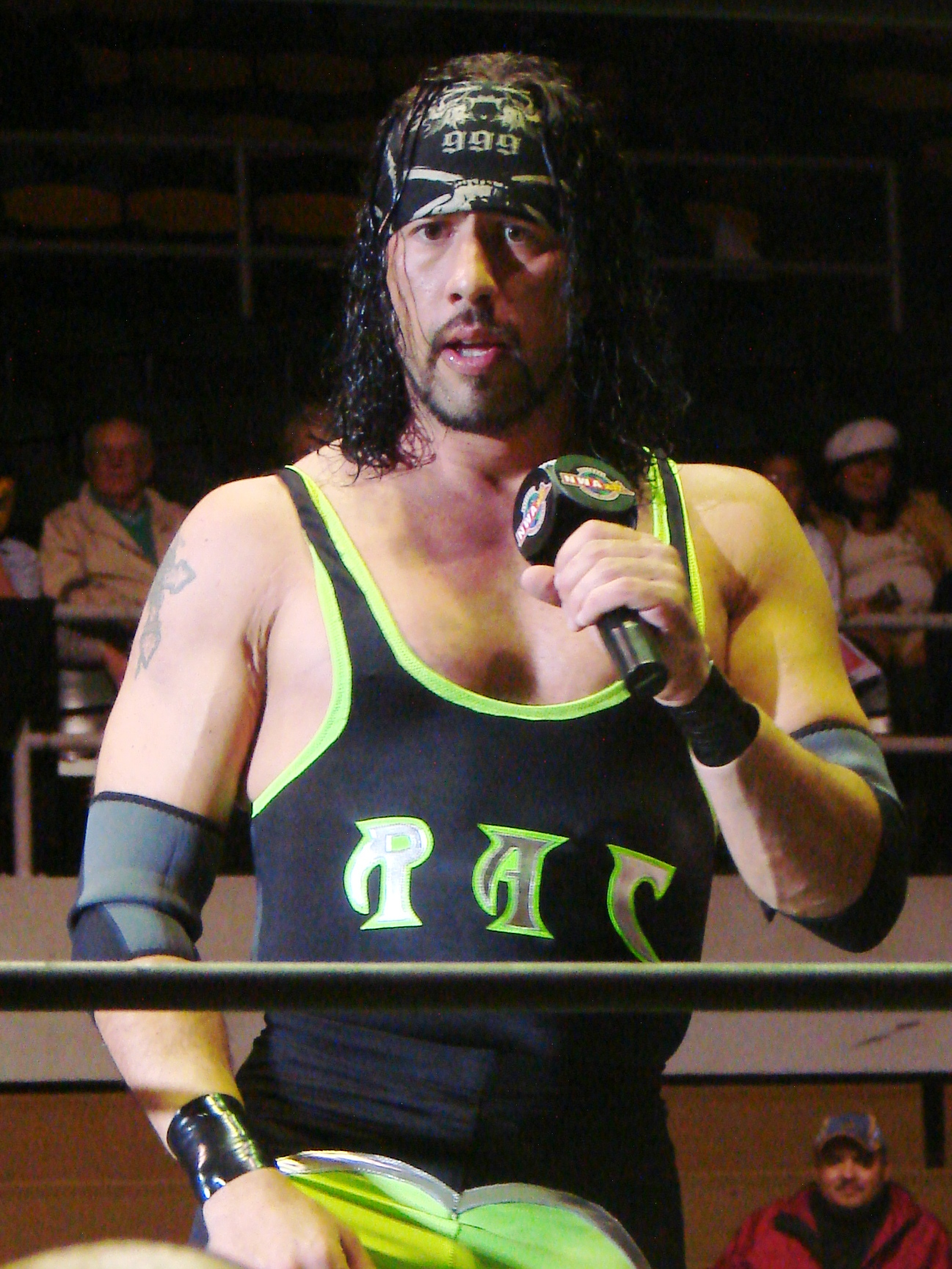
Center|Последний чемпион,
X-Pac

[[Файл:X-Pac 111007.jpg|right|thumb|200px|

### История чемпионата в федерациях
Титул оспаривался в разное время в федерациях в партнёрстве с WWF и только в 1997 году WWE вернули себе титул.
| Дата перехода                              | Федерация Бренд | Примечания |
| ------------------------------------------ | --------------- | --- |
| 26 марта 1981 года                         | UWA             | Титул создан для Universal Wrestling Association в рамках партнёрских договорённостей между Universal Wrestling Association и World Wrestling Federation. |
| 16 июня 1995 года                          | MPW             | 16 июня 1995 года Аэро Флэш в турнире выиграл вакантный титул. В дальнейшем чемпионство стало защищаться в Японии на Michinoku Pro Wrestling.             |
| 4 августа 1996 года                        | NJPW            | На турнире J-Crown чемпионат перешёл к New Japan Pro-Wrestling. Турнир объединял в себе разные чемпионаты их разных промоушенов под эгидой NJPW.          |
| В период с 5 ноября по 7 декабря 1997 года | WWF             | 5 ноября 1995 года турнир J-Crown был распущен. В дальнейшем WWF потребовали вернуть им титул, так как официальные права не него принадлежали им.         |
| 8 марта 2002 года                          | N/A             | Чемпионат был упразднён и объединён с чемпионатом WWE в первом тяжёлом весе.                                                                              |

### Упразднение
В марте 2001 года WWF выкупили активы своего главного конкурента World Championship Wrestling (WCW). После завершения серий «Вторжение» в 2001 году на Survivor Series (2001), чемпионат WWF в полутяжёлом весе был упразднён и объединён с пришедшим из WCW чемпионатом WCW в первом тяжёлом весе. Несмотря на это титул защищался X-Pac-ом на домашних выступлениях вплоть до 8 марта 2002 года, пока WWF окончательно не упразднили титул. В дальнейшем чемпионат WCW в первом тяжёлом весе был переименован в чемпионат WWF в первом тяжёлом весе. В последующее время когда WWF проиграв суд Всемирному фонду дикой природы, сокращение которого пишется как WWF стала называться World Wrestling Entertainment (WWE), что повлекло за собой переименование всех титулов компании. Чемпионат стал носить называние чемпионат WWE в первом тяжёлом весе в соответствии с изменением названия компании в мае 2002 года, защита титула проходила до сентября 2007 года.

## Статистика
| Рекорд                             | Обладатель                      | Значение              | Примечания |
| ---------------------------------- | ------------------------------- | --------------------- | --- |
| Наибольшее количество тайтл-рейнов | Виллано III и Перро Агуайо      | 7 раз                 | Во время действия чемпионата в Universal Wrestling Association двое чемпионов владели титулом 7 раз. |
| Самое длительное чемпионство       | - Виллано III - Гиллберг        | - 826 дней - 448 дней | - Во время действия чемпионата в Universal Wrestling Association самое длительное чемпионство в 826 дней. - Во время действия чемпионата в World Wrestling Federation самое длительное чемпионство в 448 дней. |
| Самое короткое чемпионство         | - Перро Агуайо - Скотти 2 Хотти | - 8 дней - 8 дней     | - Во время действия чемпионата в Universal Wrestling Association самое короткое чемпионство в 8 дней. - Во время действия чемпионата в World Wrestling Federation самое короткое чемпионство в 8 дней.         |
| Самый возрастной чемпион           | Перро Агуайо                    | 43 года               | Во время действия чемпионата в Universal Wrestling Association Агуайо свое 7 чемпионство завоевал в 43 года.                                                                                                   |
| Самый молодой чемпион              | Эсса Риос                       | 21 год                | Во время действия чемпионата в World Wrestling Federation Риос завоевал чемпионство на очередном эпизоде тв программы Sunday Night Heat.                                                                       |
| Самый тяжёлый чемпион              | Шинджиро Отани                  | 97 кг                 | Чемпионат оспаривали рестлеры вес которых не превышал 215 фунтов — 97 килограмм — (позже ограничение изменили на 220 фунтов — 100 килограмм). Был последним чемпионом вне WWE.                                 |
| Самый лёгкий чемпион               | Великий Саске                   | 82 кг                 | Чемпионат оспаривали рестлеры вес которых не превышал 215 фунтов — 97 килограмм — (позже ограничение изменили на 220 фунтов — 100 килограмм). Во время его второго чемпионства титул перешёл к NJPW.           |

### Комментарии
1. ↑  Первый чемпион завоевавший титул в UWA
2. ↑  Первый чемпион завоевавший титул в WWE
3. ↑  Самое длительное чемпионство в UWA
4. ↑  Самое длительное чемпионство в WWE
5. ↑  Во время использования титула в UWA и в WWE по 1 чемпиону владел титулом 8 дней